# Yazeed Al-Rajhi
Yazeed Bin Mohammad Al Rajhi, né le 5 mai 1981 à Riyad, est un pilote de rallyes et un homme d'affaires saoudien. Il est vainqueur du Rallye Dakar 2025 en catégorie auto.

## Biographie

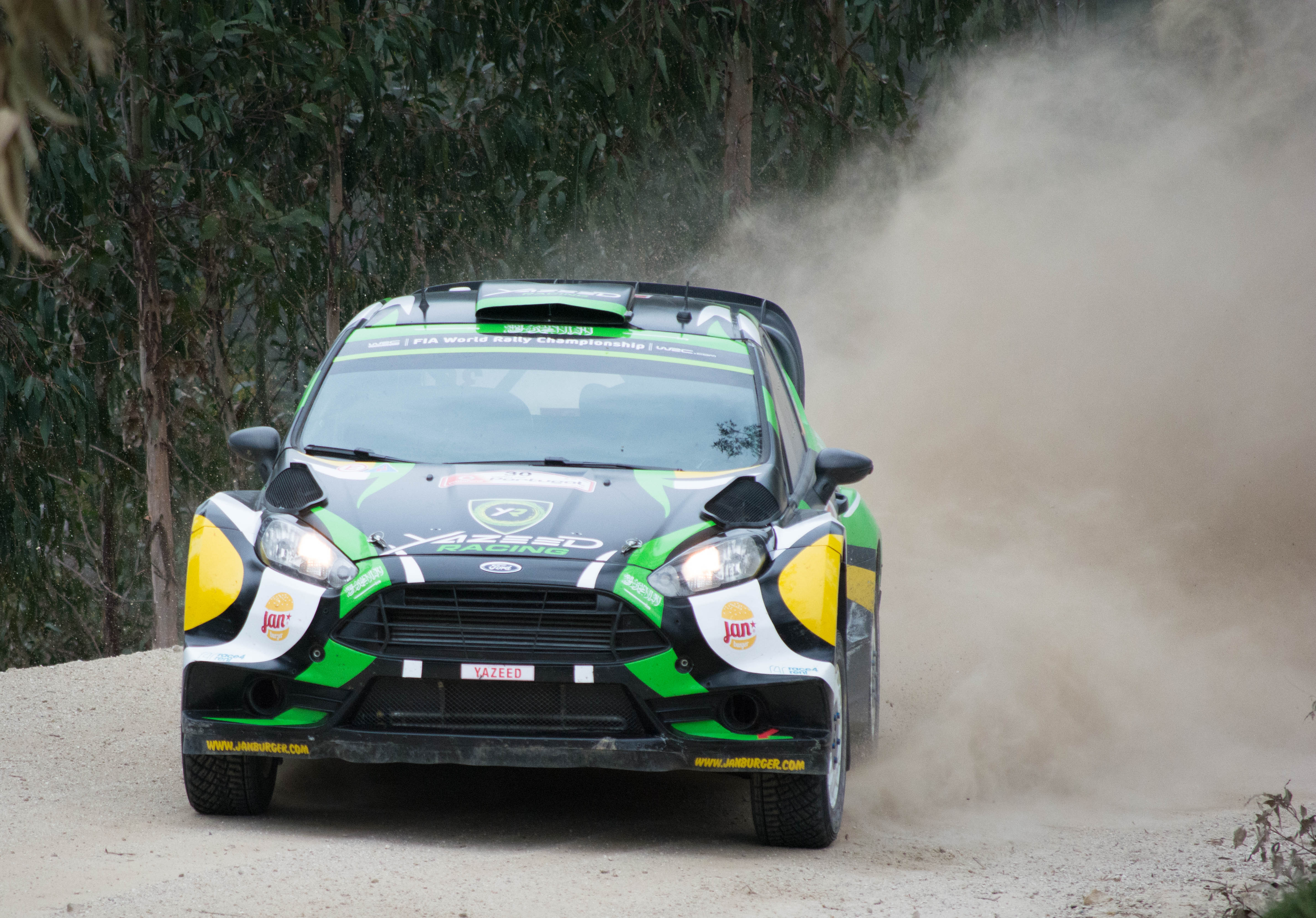
Al-Rajhi au rallye du Portugal 2016.

Yazeed Racing débute en compétition dans le Championnat du Moyen-Orient des rallyes sur une base non officielle en 2007, au Rallye de Jordanie (sur Mitsubishi Lancer Evo IX avec Saleh Al-Abdulali pour premier copilote). L'objectif était pour l'équipe d'acquérir une certaine expérience, afin de prendre part officiellement par la suite à différents championnats. L'expérience a été bénéfique, comme en témoignent les résultats ultérieurs, tant en championnat local, que régional ou international. Ce team est le seul en Arabie saoudite qui combine à la fois auto et moto, participant officiellement au championnat du monde des rallyes WRC depuis 2012.
Al-Rajhi dispute deux épreuves du WRC en 2008 dans des catégories nationales inférieures (N4) (Argentine et Jordanie).
Il prend alors pour copilote le Français Matthieu Baumel en 2009, devenant pilote officiel du team belge Kronos Racing et participant à quelques épreuves Intercontinental Rally Challenge, tout en restant fidèle au championnat moyen-oriental (MERC).
Il est arrivé à un bon niveau en 2010, terminant au 13e rang du Rallye de Jordanie avec une Peugeot 207 S2000. Il participe également cette année-là au rallye de Sardaigne, une manche de l'IRC, mais il doit s'arrêter après avoir perdu une roue.
En 2011 il dispute sept manches du WRC, mais abandonne dans six d'entre elles. Il a également participé à l'épreuve IRC organisée en Corse, en terminant 14e au classement général.
En 2012 avec son copilote Michael Orr présent à son côté depuis 2011 et qui succéda cette année-là au Français Baumel, à l'époque incorporé depuis trois saisons, il participe au Championnat du Monde des Rallyes dans la catégorie Super 2000 (S-WRC, production) avec une Fiesta RS RRC fournie par M-Sport. Il termine huitième au classement général à l'Acropole (son meilleur résultat en mondial), qui ne compte pas alors au S-WRC, inscrivant ainsi ses premiers points (4) au championnat.
En 2013, il repart pour une campagne en WRC avec Michael Orr, cette fois dans la nouvelle catégorie WRC-2 et toujours sur Ford Fiesta RRC. Il entame la saison par une victoire au rallye de Suède en WRC-2, se classant aussi brillamment en 10e position au général de ce rallye, ce qui lui permet de marquer son premier point en mondial pour cette saison. De plus, il participe de nouveau au championnat du Moyen-Orient des rallyes (MERC), marquant ses premiers points au rallye du Qatar, remporté cette année encore par Nasser Saleh Al-Attiyah.
En 2014, il partage son temps entre programmes WRC-2 et MERC durant les deux derniers tiers de la saison. L'exploit arrive en championnat continental européen au mois de septembre, où il dame le pion avec sa RR5 à des pilotes de la trempe de Craig Breen, Kajetan Kajetanowicz ou Al-Attiyah. Mais Il remporte également plus tôt dans la saison la 14e Baja de Russie Northern Forest à la mi-février, la Baja d'Italie à la mi-mars, ainsi que le Rallye des Pharaons à la mi-mai, trois épreuves organisées en Coupe du monde des rallyes tout-terrain, avec l'Allemand Timo Gottschalk sur Toyota Hilux Overdrive Racing.
En 2015, il gagne l'étape Uyuni-Iquique du Rallye Dakar en janvier, toujours sur l'Hilux.

## Palmarès

### Titres
- Vainqueur de la Coupe du monde des bajas tout-terrain 2021[3] et 2022[4]
- Champion « Saudi Toyota Championship »: 2019 et 2022

### Podiums en championnats (et coupe)
- 3e du Championnat du Moyen-Orient des rallyes (MERC): 2009
- 3e du Championnat du monde des rallyes des voitures Super 2000 (S-WRC, dernière saison): 2012
- 3e de la Coupe du monde des rallyes tout-terrain: 2014
- 3e du Championnat du monde de rallye tout-terrain 2022
- 2e du Championnat du monde de rallye tout-terrain 2023
- 2e du Championnat du monde de rallye tout-terrain 2024

### Victoires
1 en ERC:
- 2014: Rallye de Chypre (sur Ford Fiesta RS RRC);

1 en WRC-2:
- 2013: Rallye de Suède (sur Ford Fiesta RS RRC);

5 en MERC:
- 2008: Rallye du Koweït (sur Subaru Impreza WRX STI);
- 2009: Rallye de Syrie (sur Peugeot 207 S2000);
- 2009: Rallye du Liban (3e au général sur Peugeot 207 S2000; vainqueur final Roger Feghali en championnat libanais);
- 2010: Rallye de Jordanie (13e au général sur Peugeot 207 S2000; vainqueur final Sébastien Loeb en WRC);
- 2010: Rallye Sharqia (sur Peugeot 207 S2000, Arabie saoudite);

(nb: autre victoire moyen-orientale: Rallye Sharqia en 2008 sur Subaru Impreza WRX STI)
4 en Championnat du monde de rallye-raid (W2RC):
- 2023 : Vainqueur de l'Abu Dhabi Desert Challenge
- 2023 : Vainqueur du Rallye du Maroc
- 2024 : Vainqueur du Desafío Ruta 40
- 2025 : Vainqueur du Rallye Dakar 2025

### Autres podiums en WRC-2
(30/09/2014)
- 2e au rallye de Catalogne 2013;
- 3e au rallye d'Australie 2013;
- 3e au rallye de Pologne 2014;

### Podiums en S-WRC
2012:
- 2e au rallye de Finlande;
- 2e au rallye de France;
- 3e au rallye de Grande-Bretagne;
- 3e au rallye de Catalogne.

## Résultats au Rallye Dakar
| Année | Catégorie | Marque           | Position        | Victoires d'étapes |
| ----- | --------- | ---------------- | --------------- | ------------------ |
| 2015  | Auto      | Toyota           | Abd. (Étape 11) | 1                  |
| 2016  | Auto      | Toyota           | 11e             | -                  |
| 2017  | Auto      | MINI             | 27e             | -                  |
| 2018  | Auto      | MINI             | Abd. (Étape 8)  | -                  |
| 2019  | Auto      | MINI             | 7e              | -                  |
| 2020  | Auto      | Toyota           | 4e              | -                  |
| 2021  | Auto      | Toyota           | 16e             | 2                  |
| 2022  | Auto      | Toyota           | 3e              | -                  |
| 2023  | Auto      | Toyota           | 37e             | 1                  |
| 2024  | Auto      | Toyota           | Abd. (Étape 6)  | -                  |
| 2025  | Auto      | Toyota Overdrive | 1er             | 1                  |

## Distinctions
- Ambassadeur pour la lutte contre la drogue en Arabie Saoudite.
- Premier saoudien à être sélectionné en 2008 par l'UNICEF comme ambassadeur de bonne volonté "Godwill Amabassador" de l'Arabie saoudite et du Golfe.
- Premier saoudien à être nommé ambassadeur d'un «Donate Life» en 2009.
- En 2008, il est en troisième position dans le Championnat Mobily et Riyadiah, de l'athlète s'étant le plus distingué en Arabie Saoudite.
- En 2009, il a obtenu le titre de «Gentleman» par Rotana (vote des lecteurs des magazines populaires).
- En 2010, il est l'athlète s'étant le plus distingué en Arabie saoudite, dans le Championnat Mobily et Riyadiah.